# Jan Danek (1896–1928)
Jan Danek (ur. 4 grudnia 1896 w Wilamowicach, zm. 6 maja 1928) – porucznik piechoty rezerwy Wojska Polskiego, działacz niepodległościowy, kawaler Orderu Virtuti Militari.

## Życiorys
Urodził się 4 grudnia 1896 w Wilamowicach, w ówczesnym powiecie bialskim Królestwa Galicji i Lodomerii, w rodzinie Stanisława i Anny ze Schneiderów. 28 czerwca 1914 ukończył naukę w klasie piątej c. k. Gimnazjum II w Tarnowie.
8 sierpnia 1914 wstąpił do Legionów Polskich. Służył w 16. kompanii IV baonu 2 pułku piechoty. 23 kwietnia 1915 przebywał Szpitalu Rezerwowym nr 1 w Wiedniu, w związku z odmrożeniem nóg. Później został przeniesiony do 5. kompanii II baonu 4 pułku piechoty. 5 lipca 1916 w bitwie pod Kostiuchnówką, ranny dostał się do niewoli rosyjskiej. 20 stycznia 1922 podpułkownik Józef Kustroń we wniosku na odznaczenie Orderem Virtuti Militari napisał: „podczas lipcowej ofensywy rosyjskiej pod Optową plut. Danek Jan był dowódcą sekcji plutonu osłaniającego odwrót. Ponieważ nieprzyjaciel szybko zaskoczył załogę, sekcja wymienionego nie mogąc się cofać, broniła się dłuższy czas, przeważnie granatami ręcznymi, zadając bardzo duże straty nieprzyjacielowi. Ulegając przewadze w walce na białą broń plut. Danek pchnięty w szyję bagnetem z równoczesnym postrzałem obok pchnięcia, dostał się do niewoli, z której po półtora roku wrócił do kraju”.
Przez sześć miesięcy był leczony w Kijowie i Moskwie, a później przebywał w Penzie. W czerwcu 1918 wrócił do kraju. 12 czerwca 1919 jako podoficer byłych Legionów Polskich pełniący służbę w 4 pułku piechoty Legionów został mianowany z dniem 1 czerwca 1919 podporucznikiem piechoty.
W 1920 przesłał swą kartę kwalifikacyjną do Wydziału prac przygotowawczych dla Komisji Weryfikacyjnej przy Departamencie Personalnym Ministerstwa Spraw Wojskowych. 20 listopada 1920 zdał maturę w Państwowym II Gimnazjum im. Hetmana Jana Tarnowskiego w Tarnowie. W styczniu 1922 był przydzielony do Batalionu Zapasowego 4 pp Leg. Na początku tego roku został zdemobilizowany i przydzielony w rezerwie do macierzystego pułku w Kielcach. 8 stycznia 1924 został zatwierdzony w stopniu porucznika ze starszeństwem z 1 czerwca 1919 i 2137. lokatą w korpusie oficerów rezerwy piechoty. Zmarł 6 maja 1928.

## Ordery i odznaczenia
- Krzyż Srebrny Orderu Wojskowego Virtuti Militari nr 6232 – 17 maja 1922[17][14][18][19]
- Krzyż Niepodległości – pośmiertnie, 21 kwietnia 1937 „za pracę w dziele odzyskania niepodległości”[20]
- Krzyż Walecznych dwukrotnie „za czyny orężne w bojach byłego 4 pp Leg.”[21][14]